# بل شوراب (مقاطعة دورة)
بل شوراب (بالفارسية: پل شوراب) هي قرية تقع في Shurab Rural District في إيران. يقدر عدد سكانها بـ 124 نسمة بحسب إحصاء 2016.